# Île d'Yvoir
L'île d'Yvoir est une île belge située sur la Meuse à proximité du lieu du même nom. 
Elle est longue de 400 m et large de 100 m, et est coupée en deux par un petit chenal. C'est la seule île de la Meuse dinantaise ainsi que du pays à fonction touristique: la partie nord est aménagée en parc tandis que la partie sud est affectée à des activités de loisirs. Les berges sont restées assez naturelles et l'île est entourée de nombreux bancs de gravier. Elle couvre une superficie de 2,5 hectares.